# Клавдій Еліан

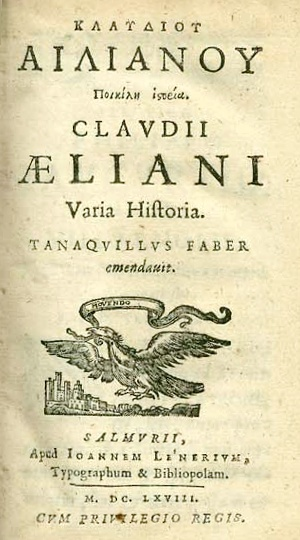
Видання Varia Historia (Ποικίλη Ἱστορία) 1668 року

Клавдій Еліан (лат. Claudius Aelianus, близько 170 р, Палестрина, під Римом — після 222 р.) — давньоримський письменник і філософ, представник так званої «другої софістики». Писав грецькою мовою.

## Короткі відомості
Від Еліана до нас дійшли два твори: «Про природу тварин» (грец. Περί ζώων.) в XVII книгах, а також «Строкаті оповідання» (грец. Ποίχίτιλη ϊστορία) в XIV книгах, які, починаючи з 13-го розділу III книги, збереглася у фрагментах. У розповідях про тварин, де він показав себе як прихильник стоїчної філософської школи, прагнув продемонструвати чудове розмаїття природи. «Строкаті оповідання» являють собою зібрання цікавих історій, головним чином, з життя стародавніх греків. Авторство Еліана стосовно двадцяти «Селянських листів» (грец. Ἐπιστολαὶ ἀγροικικαί; епістолярію переважно еротичного змісту) нині заперечується.
Флавій Філострат залишив про Еліана наступне свідчення:
| Хоча Еліан був римлянином, він володів аттичною мовою не гірше природних афінян. Мені здається, що людина ця заслуговувала всілякої похвали, по-перше, тому, що домоглася чистоти мови, живучи в місті, де нею не розмовляли, і, по-друге, через те, що не повірила угодникам, що величали його софістом, не тішився цим і не загордився настільки почесним званням; зрозумівши, що у нього немає необхідних для оратора обдарувань, він став писати і цим прославився. Головна особливість його книг - простота стилю, що нагадує чимось принадність Нікострата, а іноді наближається до манери Діона… Ця людина запевняла, що вона не виїжджала нікуди за межі Італії, жодного разу не ступила на корабель і незнайома з морем. За це його ще більше звеличували в Римі як охоронця давніх звичаїв. Він був слухачем Павсанія, але захоплювався Геродом, вважаючи його найбільш різнобічним з ораторів. Прожив Еліан понад шістдесят років і помер бездітним, бо, не маючи дружини, прирік себе на це (Життєписи софістів, II 31) |

## Твори

### Про природу тварин
Про природу тварин (дав.-гр. Περὶ ζῴων ἰδιότητος, лат. De Natura Animalium) — написаний грецькою мовою в першій половині III століття (імовірно до «Строкатих історій» того ж автора). Включало 17 книг, більшість із яких збереглися лише фрагментарно. Являє собою добірку історій про тварин, розказаних для того, щоб розважати та повчати читача.

### Строкаті історії
Строкаті історії (дав.-гр. Ποικίλη ἱστορία) - здебільшого збережена лише у скороченому вигляді - відома праця Аеліана, збірка анекдотів та біографічних нарисів, списків, влучних сентенцій, описів природних чудес і дивних місцевих звичаїв, у 14 книгах, наповненим анекдотами про відомих грецьких філософів, поетів, істориків і драматургів та повчальними переказами міфів. Акцент зроблено на різних моралізаторських історіях про героїв і правителів, атлетів і мудреців; повідомленнях про їжу і напої, різні стилі в одязі або коханців, місцеві звичаї дарувати подарунки або розваги, релігійні вірування і звичаї смерті; а також коментарі до грецького живопису. Аеліан описує, серед іншого, риболовлю нахлистом на приманки з червоної вовни та пір'я, лакофарбове мистецтво та поклоніння зміям. По суті, твір являє собою класичним "журналом" у первісному розумінні цього слова.

## Переклади українською
- Клавдій Еліан. Строкаті історії. Переклад з давньогрецької та передмова Дзвінки Коваль. — Львів: видавництво «Апріорі», 2020. — 320 с.ISBN: 978-617-629-495-5